# 庄司儀右衛門
庄司 儀右衛門（しょうじ ぎえもん、生没年不明）は日本の江戸時代の豪農・商人。

## 経歴
会見郡渡村（現在の鳥取県境港市渡町）出身。庄司姓については、渡村集落の中心部に「庄司名」の地字も残り、中世荘園 (日本)との関連が推定されるが、現段階ではその起源を立証するものは見当たらない。もとは出雲の安来出身とする説もある
天保15年（1844年）、御城普請費に1000両を献金、一代限「苗字御免・五人扶持」を許され、安政3年（1856年）には籾蔵建造費1000両を献金して永代「苗字御免・五人扶持」を許された。その直後に鉄山融通会所出銀座を命ぜられ、勤中｢帯刀御免・宗旨庄屋次席扱い｣となった。
さらに文久2年（1862年）には、新田開発費として2300両を献上する。また鉄山融通会所出銀座役は同家の建三郎に受け継がれている。

## 木綿融通会所
安政5年（1858年）藩政改革にさきがけ国産方が設けられ移出木綿の統制が行われた。鳥取町方の太吉郎・嘉助、河村郡橋津村灰吹屋次郎兵衛、汗入郡御来屋村船田藤右衛門、会見郡渡村庄司儀右衛門らが関与して、木綿融通所が設けられ、荷主、仲買人が木綿を移出する場合は、融通所で改め、国産役所から｢送り手形を受け取って、番所を通るべし｣と改められた。
渡村庄司家に保存されている｢御国産御役所手形出入覚｣を見ると嘉永6年（1853年）8月から安政2年（1855年）2月まで庄司家を通じて13000反が出荷されており、いかに木綿生産が盛んであったかがわかる。庄司儀右衛門は弟と目される安来屋幸助とともに木綿問屋を兼ね、2人で8600反、全体の63パーセントを出荷、浜の目で見ると84パーセントとなり、庄司家は浜の目を代表する木綿問屋だった。

## 家系
庄司家（【市】1.庄司家母屋・茶座敷及び庭園）